# Ateuchus aeneomicans
Ateuchus aeneomicans là một loài bọ cánh cứng trong họ Bọ hung (Scarabaeidae).